# 貝爾什
貝爾什（阿爾巴尼亞語發音：[ˈbɛˈlʃ]），是阿爾巴尼亞中部艾巴申州的一个市镇。该市镇下分为5个行政分区，行政中心为贝尔什镇。市镇面積为196平方公里，2011年人口数量为19,503人，贝尔什镇的人口数量则为8,781人。